# Rubus flosculosus
Rubus flosculosus är en rosväxtart som beskrevs av Wilhelm Olbers Focke. Rubus flosculosus ingår i släktet rubusar, och familjen rosväxter. Utöver nominatformen finns också underarten R. f. etomentosus.